# Sabáh Šaríatí
Sabáh Šaríatí (* 1. ledna 1989 Sanandadž) je íránský zápasník – klasik, který od roku 2013 reprezentuje Ázerbájdžán.

## Sportovní kariéra
Zápasení se věnuje od 13 let. Specializuje se na řecko-římský styl. V roce 2013 přišel s osobním trenérem Džamšídem Chejrábádím do Ázerbájdžánu. V roce 2015 vybojoval pro ázerbájdžánský sport medaili na domácích Evropských hrách v Baku ve váze do 130 kg. V roce 2016 startoval na olympijských hrách v Riu. Ve druhém kole prohrál na lopatky s Turkem Rızou Kaya'alpem, ale přes opravy se probojoval do souboje o třetí místo proti Němci Eduardu Poppovi. Po minutě zápasu poslal rozhodčí pasivního Němce do parteru. Této výhody využil, koršunem navýšil vedení na 3:0 a následně dotáhl Němce do pozice na lopatky. Získal bronzovou olympijskou medaili.

## Výsledky
| Turnaj             | 2014 | 2015 | 2016 | 2017 | 2018 |  |
| Turnaj             | 25   | 26   | 27   | 28   | 29   |  |
| Turnaj             | -130 | -130 | -130 | -130 | -130 |  |
| ------------------ | ---- | ---- | ---- | ---- | ---- |  |
| Olympijské hry     |      |      | 3.   |      |      |  |
| Mistrovství světa  | úč.  | 5.   |      | úč.  | úč.  |  |
| Evropské hry       |      | 2.   |      |      |      |  |
| Mistrovství Evropy | úč.  | 2.   | úč.  | —    | —    |  |